# The Brave and the Bold (fumetto)
The Brave and the Bold è stata una collana antologica di albi a fumetti pubblicata dalla DC Comics dal 1955 al 1983 per 200 numeri. Venne poi ripresa per una seconda serie dal 2007 al 2010 per 35 numeri. Negli anni novanta vennero riproposte due miniserie nel 1991 e nel 1999 con lo stesso titolo.

## Storia editoriale

### Prima serie (1955-1983)
La prima serie esordì nell'agosto 1955 e proseguì per 200 numeri, fino al luglio 1983. Ospitava storie del Principe Vichingo, del Cavaliere Silente, del Gladiatore Dorato e di Robin Hood.
Dal numero 25 la serie si rinnovò, ospitando nuovi personaggi come la Squadra Suicida o Hawkman; dal numero 50 iniziò ad ospitare su team-up tra gli eroi DC, e dal 1965 fino al 1983 ospitò sempre Batman ed un comprimario.

### Miniserie del 1991-92 e del 1999-2000
Tra dicembre 1991 e giugno 1992 venne pubblicata una saga in sei parti, scritta da Mike Grell e con la presenza di Freccia Verde, The Question e Butcher.
Una seconda miniserie di sei numeri, Flash and Green Lantern: The Brave and the Bold, vedeva come protagonisti Flash e Lanterna Verde e venne edita tra ottobre 1999 e marzo 2000; fu realizzata da Mark Waid e Tom Peyer (testi) e da Barry Kitson e Tom Grindberg (disegni).

### Seconda serie (2007-2010)
Dall'aprile 2007 al 2010 la DC Comics tornò a pubblicare la serie, con un primo arco narrativo dedicato alla coppia Batman-Lanterna Verde, e successivamente dando spazio ad altri team-up. Tra gli autori: Mark Waid, Marv Wolfman, David Hine e Doug Braithwaite.

## Altri media
- Batman: The Brave and the Bold è una serie animata della Warner Bros. basata sui team-up di Batman (2008).
- Un episodio della terza stagione di Arrow, che vede come protagonista Freccia Verde, si intitola The Brave and the Bold (Il coraggio e l'audacia).